# Густав Роберт Кірхгоф
Гу́став (Ґу́став) Ро́берт Кі́рхгоф (нім. Gustav Robert Kirchhoff; 12 березня 1824 — 17 жовтня 1887) — німецькій фізик, оптик. Разом з німецьким вченим Бунзеном заклав основи спектрального аналізу, відкрив цезій та рубідій. Встановив один з законів випромінювання (закон Кірхгофа) та правила для розрахунку електричних кіл (правила Кірхгофа).
Член Лондонського королівського товариства (1875), іноземний член-кореспондент Санкт-Петербурзької академії наук (1862).

## Біографія
Народився 12 березня 1824 року в Кенігсберзі. Батько Карл Фрідріх був радником юстиції. Навчаючись в гімназії Густав охоче займався математикою та фізикою. Тому після її закінчення вступив на фізико-математичний факультет Кенігсберзького університету (1842—1846).
В 1847 році вже виступив як приват-доцент у Берліні;
В 1850—1854 роках як екстраординарний професор читав лекції в Бреславлі (Сілезія, нині Вроцлав, Польща), потім до 1874 року був на посаді ординарного професора в Гейдельберзі, звідки в 1875 році перейшов в Берлін;
В 1859 році на засіданні Прусської академії наук Кірхгоф оголосив про відкриття закону теплового випромінювання, за яким відношення здатності тіла випромінювати електромагнітні хвилі до його здатності їх поглинати однакове для усіх тіл при одній і тій же температурі (закон Кірхгофа).
В 1862 році він ввів поняття «абсолютно чорного тіла» й запропонував його модель — порожнина з невеликим отвором. Розробка проблеми випромінювання «абсолютно чорного тіла» урешті-решт призвела до створення квантової теорії випромінювання.
З 1862 року був членом-кореспондентом Санкт-Петербурзької академії наук.
В 1875 році обраний членом Прусської академії наук.
Помер в Берліні 17 жовтня 1887 року.

## Відкриття та дослідження

Ілюстрація до правил Кірхгофа

Наукові праці з оптики, електродинаміки, механіки та ін.
Сформулював основні правила для розрахунку струмів та напруг в електричних колах. (Див. Правила Кірхгофа)
Також йому належать роботи з дослідження розряду конденсатора та індукції струмів. В області механіки займався головним чином питаннями деформації, рівноваги та руху пружних тіл, руху рідин.
Головні його праці «Дослідження спектра Сонця та спектрів хімічних елементів» (1861—1862) та «Лекції з математичної фізики» (в чотирьох томах, 1874—1894) відіграли велику роль у розвитку теоретичної фізики.

### Спектральний аналіз
В Гейдельберзі Кірхгоф пропрацював 20 років. В ці роки він разом з Бунзеном заклав основи спектрального аналізу та разом з ним відкрив цезій (1860) та рубідій (1861). В основі методу лежить експериментально відкритий і теоретично обґрунтований Кірхгофом фундаментальний закон, що носить його ім'я: відношення монохроматичної випромінювальної і поглинальної здатностей у всіх тіл — одне і те ж, воно залежить тільки від температури і довжини хвилі.
Розробка в 1859—1862 роках Кірхгофом і Бунзеном методу спектрального аналізу, який став потужним засобом вивчення небесних тіл, знаменувала появу нової галузі астрономії — астрофізики. Кірхгоф виміряв положення кількох тисяч фраунгоферових ліній в спектрі Сонця і встановив їхній збіг з емісійними лініями десятка земних елементів, з чого зробив висновок, що ці хімічні елементи зустрічаються в атмосфері Сонця. Відкриття Кірхгофа дозволили йому по-новому підійти до проблеми фізичної природи Сонця. Показавши, що пануючі в той час уявлення про холодне темне сонячне ядро і розпечену зовнішню оболонку неспроможні, він запропонував першу науково обґрунтовану модель Сонця як розпеченої кулі з дуже високою температурою, оточеною менш гарячою атмосферою, в якій всі елементи перебувають в газоподібному стані. Сонячні плями правильно вважав холоднішими областями в цій атмосфері.

### Праці
- «Poggendorf's Annalen d. Physik»,
- «Crelle's Jonrn. f ü r Math.»
- «Gesammelte Abhandlungen» (Лейпциг, 1882).
- «Vorlesungen über Mathematische Phys ik» (Лейпциг, 1876 та нас.)
- «Untersuchungen ü ber das Sonnenspectrum und die Spectra der chemischen Elemente» (Берлін, 1861; 3 вид., 1876)